# Station Ardlui
Ardlui is een station van National Rail in Argyll and Bute in Schotland. Het station is eigendom van Network Rail en wordt beheerd door ScotRail. 

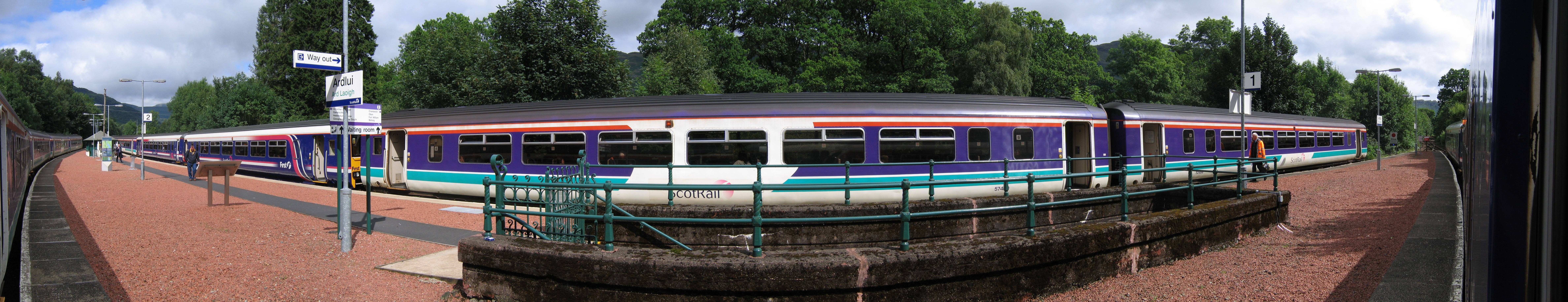
Perron, 2016